# 尊尼·里安尼
尊尼·里安尼（英語：Johnny Leoni，1984年6月30日—），是一名瑞士足球运动员，司职守門員，目前效力瑞甲球队蘇黎世。
他於2003年5月已經加盟蘇黎世，但並沒有成為他們的第一門將，直到2005-06賽季，球隊首席門將泰尼離隊才進入正選之列。
蘇黎世的支持者深刻記得他在瑞士杯決賽對阿勞互射十二碼時救了對手3個十二碼，令球隊獲勝。
他的表現已經被希斯菲特注視，已被列入瑞士國家隊大軍四次，但還沒有出場機會。
里奧尼使用Reusch的守門員手套和愛迪達的足球鞋。

## 榮譽
瑞士杯：2005
瑞士足球甲级联赛：2006,2007

## 連結
- Official Website （英文）
- Profile on FZ Zurich Official Website （德文）